# The Very Best of Elton John
The Very Best of Elton John er det fjerde opsamlingsalbum af den britiske sangeren Elton John som blev udgivet i oktober 1990 i Storbritannien og andre lande som Japan i Australien, men ikke i USA.
Albummet indeholder singler fra hans andre studiealbumet Elton John (1970) til det vellykkede og seneste album Sleeping with the Past (1989). Albummet blev meget vellykket i Storbritannien og nåede førstepladsen på UK Albums Chart for en uge. Albummet blev også certificeret ni gange platin af British Phonographic Industry den 1. marts 1995.

## Sporliste
CD 1
| #   | Titel                                                     | Sangskriver(e)              | Længde |
| --- | --------------------------------------------------------- | --------------------------- | ------ |
| 1.  | "Your Song"                                               | Elton John, Bernie Taupin   | 4:03   |
| 2.  | "Rocket Man (I Think It's Going To Be a Long, Long Time)" | John, Taupin                | 4:42   |
| 3.  | "Honky Cat"                                               | John, Taupin                | 5:15   |
| 4.  | "Crocodile Rock"                                          | John, Taupin                | 3:58   |
| 5.  | "Daniel"                                                  | John, Taupin                | 3:56   |
| 6.  | "Goodbye Yellow Brick Road"                               | John, Taupin                | 3:17   |
| 7.  | "Saturday Night's Alright for Fighting"                   | John, Taupin                | 4:57   |
| 8.  | "Candle in the Wind"                                      | John, Taupin                | 3:51   |
| 9.  | "Don't Let the Sun Go Down on Me"                         | John, Taupin                | 5:38   |
| 10. | "Lucy in the Sky with Diamonds"                           | John Lennon, Paul McCartney | 6:17   |
| 11. | "Philadelphia Freedom"                                    | John, Taupin                | 5:42   |
| 12. | "Someone Saved My Life Tonight"                           | John, Taupin                | 6:47   |
| 13. | "Pinball Wizard"                                          | Pete Townshend              | 5:16   |
| 14. | "The Bitch Is Back"                                       | John, Taupin                | 3:46   |

CD 2
| #   | Titel                                       | Sangskriver(e)                | Længde |
| --- | ------------------------------------------- | ----------------------------- | ------ |
| 1.  | "Don't Go Breaking My Heart" (med Kiki Dee) | Carte Blanche/Ann Orson       | 4:32   |
| 2.  | "Bennie and the Jets"                       | John, Taupin                  | 5:21   |
| 3.  | "Sorry Seems to Be the Hardest Word"        | John, Taupin                  | 3:51   |
| 4.  | "Song for Guy"                              | John, Taupin                  | 6:41   |
| 5.  | "Part-Time Love"                            | John, Gary Osborne            | 3:16   |
| 6.  | "Blue Eyes"                                 | John, Osborne                 | 3:28   |
| 7.  | "I Guess That's Why They Call It the Blues" | John, Taupin, Davey Johnstone | 4:46   |
| 8.  | "I'm Still Standing"                        | John, Taupin                  | 3:04   |
| 9.  | "Kiss the Bride"                            | John, Taupin                  | 3:56   |
| 10. | "Sad Songs (Say So Much)"                   | John, Taupin                  | 4:11   |
| 11. | "Passengers"                                | John, Taupin                  | 3:24   |
| 12. | "Nikita"                                    | John, Taupin                  | 5:45   |
| 13. | "I Don't Wanna Go on with You Like That"    | John, Taupin                  | 4:00   |
| 14. | "Sacrifice"                                 | John, Taupin                  | 5:08   |
| 15. | "Easier to Walk Away"                       | John, Taupin                  | 4:25   |
| 16. | "You Gotta Love Someone"                    | John, Taupin                  | 5:01   |

Spor nummer 11 fra den andre CD er forskellig på den europæiske version af albummet. "Passagers" erstattes af "Whispers" fra albummet Sleeping with the Past.